# Sergio García (motociclista)
Sergio García Dols (Burriana, 22 de março de 2003) é um motociclista espanhol que compete na MotoGP (Moto3), pela equipe Aspar Team.

## Carreira
Integrante da Estrella Galicia Junior Academy desde 2016, foi campeão da Challenge 80 CEV em 2015 e da PreMoto3 também em 2016.
Sua estreia na Moto3, que seria no Qatar, não ocorreu porque o regulamento exige a idade mínima de 16 anos para um piloto disputar provas da categoria - García, que tinha 15 anos, 11 meses e 12 dias na época, foi substituído pelo japonês Ryusei Yamanaka. Ele também não conseguiu largar no GP da Argentina, adiando novamente a primeira participação do espanhol na divisão menor da MotoGP, realizada no Grande Prêmio das Américas.
O primeiro pódio de García foi na etapa da Malásia, chegando em segundo lugar, e a primeira vitória foi no GP seguinte, na Comunidade Valenciana, tendo superado o italiano Andrea Migno por apenas 0s005 de vantagem. Em 2020, conquistou 2 pódios e obteve 3 voltas mais rápidas, ficando em 9º lugar com 90 pontos.
Para a temporada 2022, fechou com a Aspar Racing Team, pilotando uma moto Gas Gas RC250GP. Foram 3 vitórias, 6 pódios, uma pole-position e uma volta mais rápida, rendendo a García a terceira posição no campeonato, com 188 pontos.

## Links
- Perfil no site da MotoGP